# Moschea di Freimann
La moschea di Monaco di Baviera nel quartiere di Freimann venne eretta negli anni 1967–73. Al tempo è stata la settima moschea in Germania e la prima in Baviera.

## Storia
La prima pietra è stata posta il 6 ottobre 1967, l'inaugurazione si è svolta il 24 agosto 1973. I lavori di costruzione erano molto lenti a causa di mancanza di fondi. La prima festa di Ramadan, il 20 novembre 1971, è stata organizzata in una moschea ancora in costruzione.
Il costo della costruzione (circa tre milioni di marchi) è stato sostenuto da quattordici paesi islamici. Più della metà dei fondi provenivano dalla Libia. 
La moschea fu costruita dagli architetti Osman Edip Gürel e Necla Gürel specificatamente per gli interni. 
La sala delle preghiere è capace di contenere quattrocentocinquanta persone di cui cento nella galleria delle donne. Il minareto è alto 33 metri.
Il Centro islamico si trova nel distretto di Schwabing-Freimann.
Accanto alla moschea con minareto in stile anni settanta esiste una scuola ed un centro di cultura islamica.